# ابن صلاح همدانی
ابوالفرج (یا ابوالفتوح) احمد بن محمد همدانی، ملقب به نجم‌الدین و ابن صلاح، منجم، پزشک و ریاضی‌دان ایرانی‌است که در سدهٔ پنجم و ششم هجری زیسته‌است.
وی ایرانی‌تبار و اهل همدان (و به روایتی اهل سمیساط در عراق) بود. علوم مقدماتی را در ایران فراگرفت، سپس به بغداد رفت و به آموختن دانش‌های گوناگون پرداخت، و از محضر درس استادانی چون ابوالحکم مغربی اندلسی بهره جست.
ابن صلاح به دعوت حسام‌الدین تیمورتاش ارتقی، امیر ماردین به آن دیار رفت و پزشک دربار او شد. به روایتی وی در ماردین کتابخانه‌ای گشود. پس از مدتی به موصل رفت و نورالدین محمود پسر عمادالدین زنگی او را پذیرا شد. سپس رهسپار دمشق گردید و تا پایان عمرش در آن سامان زیست.
«فی کیفیَّة تسطیح الکُری»، و «ایضاح البرهان علی حساب الخَطَأَیْن» از آثار اوست.
وفات او به سال ۵۴۰ (به روایتی ۵۴۸) هجری رخ‌داد.